# Mount Nansen
Der Mount Nansen ist ein 2740 m hoher Berg im ostantarktischen Viktorialand. Er ragt 17 km südlich des Mount Baxter im Osten der Eisenhower Range auf. 
Wissenschaftler der Discovery-Expedition (1901–1904) unter der Leitung des britischen Polarforschers Robert Falcon Scott entdeckten ihn. Scott benannte den Berg nach dem norwegischen Polarforscher Fridtjof Nansen (1861–1930), der ihm für die Durchführung der Expedition beratend zur Seite gestanden hatte.